# 海食崖

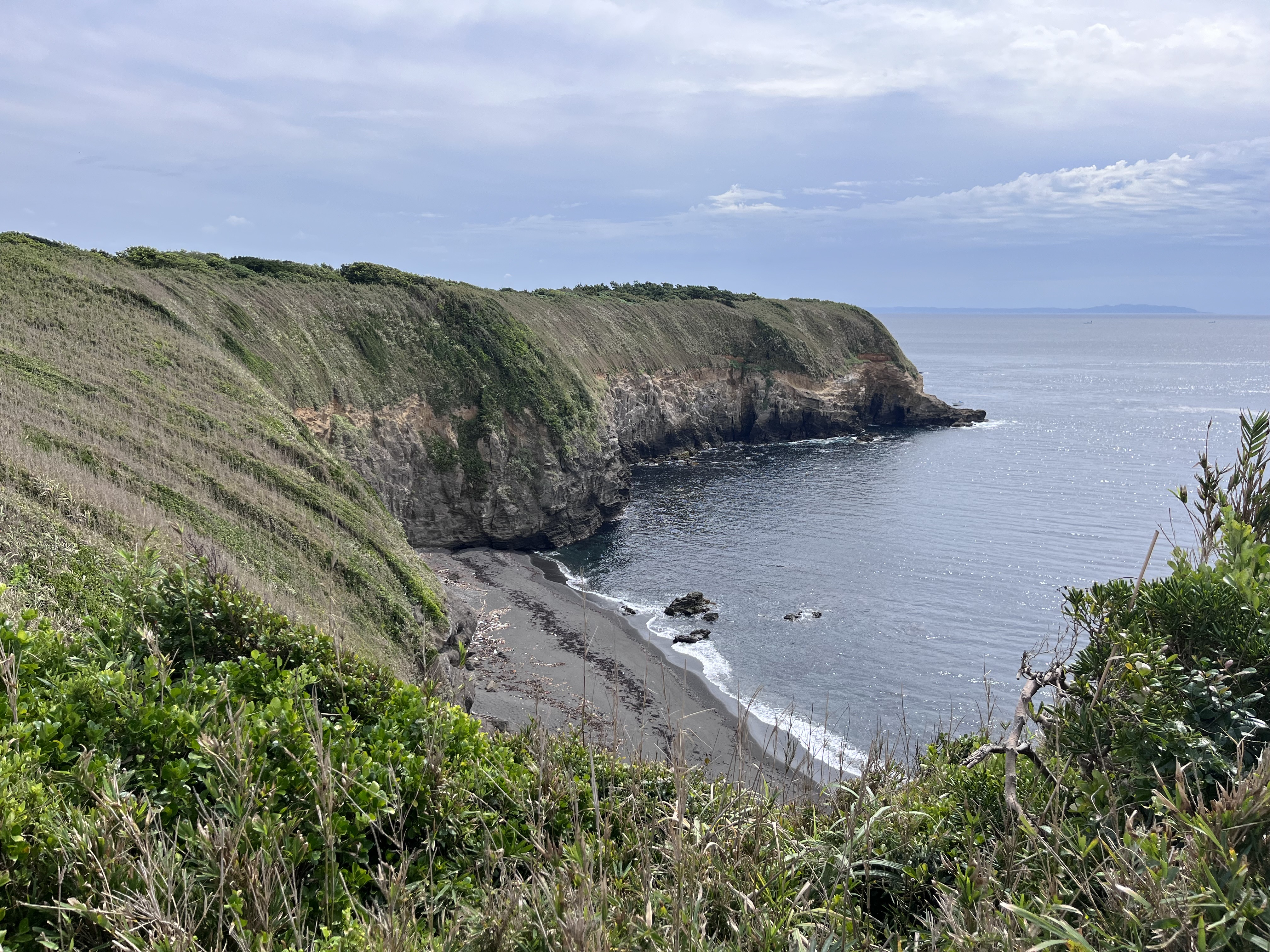
神奈川県三浦市三崎町城ヶ島南岸、赤羽根海岸の海食崖。

海食崖（かいしょくがい、英語: coastal cliff）とは、海に面する山地や丘陵地や台地が、主に波浪による侵食によって形成された急崖、または急斜面。波食崖、海崖ともいう。

## 後退プロセス
崖の形成や陸側への後退のプロセスは、化学的・物理的風化による崖面内部の亀裂の発達、波による崖錐堆積物の除去や脚部の洗掘、地震による斜面崩壊、など複数の現象が複合して発生している。
海食崖の基部の侵食により形成された波食窪が拡大することで海食崖は崩落し、ショアプラットフォーム（shore platform）が形成される。

## 後退速度
海食崖の後退速度は、海食台海岸では0.2 m/年から1.5 m/年、波食棚海岸では平均で0.03 m/年、プランジング崖の後退速度はゼロに近い。後退速度を決定する要因として、地形構成物質の岩質のほか、侵食する波の強度、崖前面地形が挙げられる。

## ジオパークでの利用
風光明媚で海側への眺望がもよく、なおかつ崖面に内部の地層が露出することから、例えば山陰海岸ユネスコジオパークでは複数の海食崖がジオサイトに選定されている。